# 天龍座EE
天龍座EE，又名BD+69 1018，HD 177410、SAO 18103、HR 7224，是天龍座的一颗恒星，视星等为6.52，位于銀經100.31，銀緯24.65，其B1900.0坐标为赤經18h 59m 29.9s，赤緯+69° 24.65′ 20″。